# 内马
内马位于毛里塔尼亚东南部的撒哈拉沙漠中，是东胡德省的首府，人口约5-6万。
内马临近马里，是毛里塔尼亚东南部的贸易中心，和首都努瓦克肖特有“希望之路”相连。毛里塔尼亚航空公司计划开辟内马与努瓦克肖特、阿比让和拉斯帕尔马斯之间的航班。